# Cantó de Lilla-Centre
El cantó de Lilla-Centre és una divisió administrativa francesa, situada al departament del Nord i la regió dels Alts de França.

## Composició
El cantó de Lilla-Centre comprèn els barris del Centre, Vauban-Esquermes, Vieux-Lille i Wazemmes de la comuna de Lilla.

## Història
| Date d'elecció                        | Identitat        | Partit |
| ------------------------------------- | ---------------- | ------ |
| 1976-1981                             | Norbert Ségard   | RPR    |
| 1981-1982                             | Denise Ségard    | RPR    |
| 1982-1999                             | Jacques Donnay   | RPR    |
| 1999-2002                             | Christian Decocq | UMP    |
| 2002-2008                             | Alex Türk        | UMP    |
| 2008-                                 | Martine Filleul  | PS     |
| Les dades anteriors no són conegudes. |                  |        |
|                                       |                  |        |

## Demografia
| 1962 | 1968 | 1975 | 1982 | 1990 | 1999   | 2006   |
| ---- | ---- | ---- | ---- | ---- | ------ | ------ |
| -    |      |      |      |      | 21.959 | 26.257 |